# Charles Cecil (Spieleentwickler)

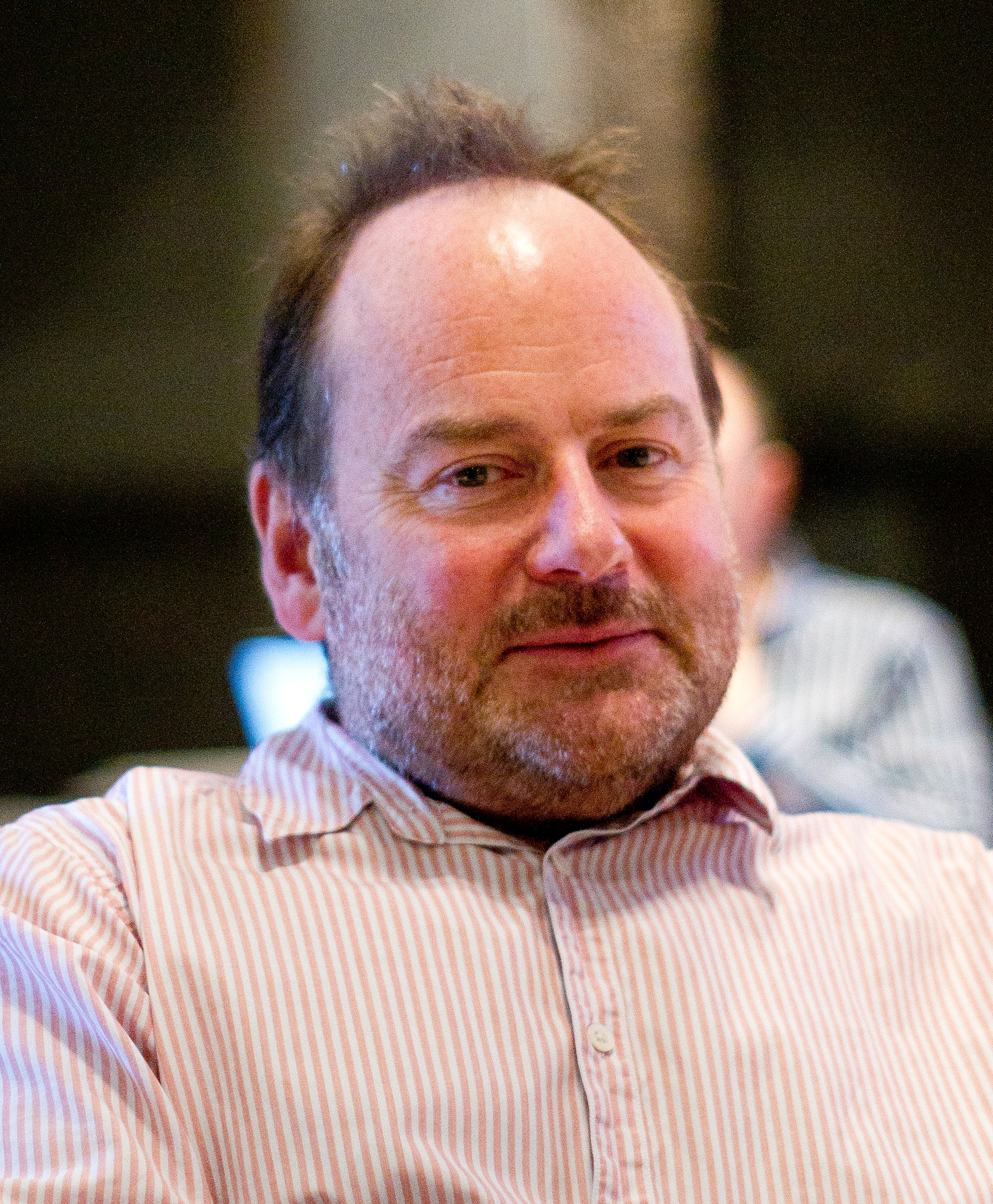
Charles Cecil (2013)

Charles Cecil MBE (* 11. August 1962 in York) ist ein britischer Spieleentwickler.

## Leben
Cecils Mutter war in Britisch-Indien geboren worden und hatte eine Zeitlang in Rhodesien gelebt, bevor sie in den 1950er-Jahren nach London zog, heiratete und 1962 ihren Sohn Charles zur Welt brachte. Sie überredete ihren Mann, des besseren Klimas wegen in den Kongo zu ziehen, als Charles sechs Monate alt war. Im Kongo arbeitete sein Vater David für Unilever. Nach dem Mobutu-Putsch 1965 ging die Familie zurück nach England.
Das 1978 erschienene Space Invaders weckte Cecils Interesse für Computerspiele. 1980 begann er ein Studium des Maschinenbaus an der University of Manchester. Nach Beendigung seines Studiums wurde er 1985 Geschäftsführer von Artic Computing, für die er zwischen 1981 und 1982 schon drei Textadventures programmiert hatte. Nach der Schließung von Artic gründete er 1986 Paragon Programming, die für U.S. Gold Spiele wie Ace of Aces oder The Goonies für die in Großbritannien populären Heimcomputer Amstrad CPC und ZX Spectrum portierte. 1987 wechselte er als Entwicklungsmanager zu U.S. Gold. 1988 und 1989 arbeitete er als Leiter des europäischen Entwicklungsstudios von Activision. Als sein Arbeitgeber in finanzielle Schieflage geriet und Cecil eine Weiterbedingung zu schlechteren Konditionen anbot, gründete er im März 1990 gemeinsam mit drei Bekannten das Unternehmen Revolution Software, dessen Geschäftsführer er noch heute ist. Das Gründungskapital der Firma, 20.000 Pfund, lieh sich Cecil von Banken und seiner Mutter. Revolution wurde mit Point-and-Click-Adventures bekannt, insbesondere der Spielereihe Baphomets Fluch. In den 2000er-Jahren saß er im Leitungsgremium des Edinburgh Interactive Entertainment Festival. 2011 wurde er für seine Verdienste um die Videospieleindustrie zum Mitglied des Order of the British Empire ernannt. 2019 wurde ihm die Ehrendoktorwürde der University of York verliehen.
Mit seiner Frau und Revolution-Mitbegründerin Noirin Carmody hat er zwei Kinder.

## Thesen zu Point-and-Click-Adventures
Größere Aufmerksamkeit erlangte eine These Cecils, die er während der Vorstellung des Adventures Baphomets Fluch: Der schlafende Drache auf der Spielemesse ECTS im Jahr 2002 aufstellte:

“The point-and-click adventure is dead. No two ways about it. It is no more. However, long live the adventure. As a genre the adventure is extremely healthy and probably has as much – if not more – potential than any other genre.”

„Das Point-and-Click-Adventure ist tot. Da gibt es keinen Zweifel. Es existiert nicht mehr. Trotzdem, lang lebe das Adventure. Als Genre ist das Adventure extrem gesund und hat wohl so viel Potential wie jedes andere Genre – wenn nicht sogar mehr.“

Cecil beschrieb damit die schwierige Lage des mit Maniac Mansion etablierten Zweigs des Adventure-Genres, zu dem auch die vorherigen Veröffentlichung von Revolution zählten, und rechtfertigte damit zugleich die Abkehr des dritten Baphomets-Fluch-Teils von der lange Zeit präferierten Point-and-Click-Steuerungsmethode zugunsten einer direkten Charaktersteuerung mit Hilfe der Tastatur. Sein zumeist auf den ersten Satz reduziertes Zitat wurde kontrovers aufgenommen, insbesondere da auch nach 2003 noch in regelmäßigen Abständen entsprechende Spiele veröffentlicht wurden, und von Cecil selbst später in Teilen relativiert. Demnach sei Point and Click lediglich für statische Spielumgebungen sinnvoll, wovon er sich mit dem dritten Teil haben wegbewegen wollen. Zudem sei seine Aussage unter dem kommerziellen Aspekt weiterhin zutreffend, da sich Adventures zu einem Nischenmarkt entwickelt hätten. Dennoch bot Revolution mit dem vierten Serienableger Baphomets Fluch: Der Engel des Todes wieder eine Point-and-Click-Steuerung als alternative Eingabemethode an. Mit dem Erfolg von Smartphones mit Touchbedienung wie dem Apple iPhone erlebten die ersten Serientitel eine Renaissance. Revolution veröffentlichte sowohl Beneath a Steel Sky, Baphomets Fluch als auch Baphomets Fluch 2 in einer überarbeiteten Fassung, die das alte Bedienprinzip auf Touchinterfaces übertrug. Cecil bezeichnete das neue Bedienkonzept seither als Verbesserung gegenüber dem alten Point-and-Click-System.

## Ludografie (Auszug)

### Für Artic Computing
- 1981: Inca Curse
- 1982: Ship of Doom
- 1982: Espionage Island

### Für Revolution Software
- 1992: Lure of the Temptress
- 1994: Beneath a Steel Sky
- 1996: Baphomets Fluch
- 1997: Baphomets Fluch 2
- 2000: The Road to El Dorado
- 2003: Baphomets Fluch: Der schlafende Drache
- 2006: Baphomets Fluch: Der Engel des Todes
- 2013: Baphomets Fluch: Der Sündenfall
- 2020: Beyond a Steel Sky